# تأسیسات آبرسانی قره‌سو

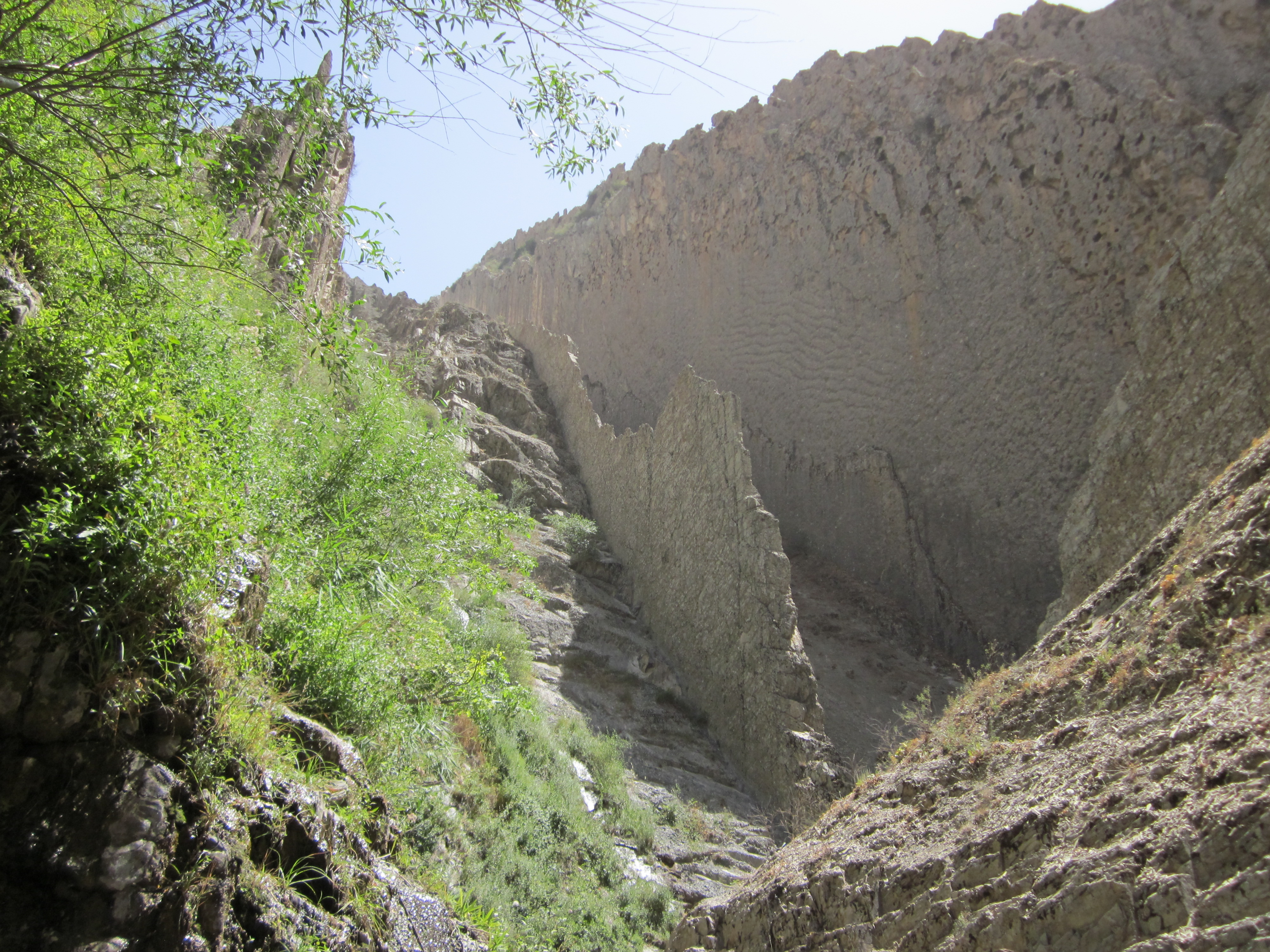

تأسیسات آبرسانی قره‌سو، نامطلوب بودن آب داخل کلات نادر و وجود املاح بسیار بالا و گچ زیاد آب، نادر شاه افشار را بر آن داشت تا با استفاده از توان مهندسان خود، آب شیرین آبشار قره سو را که حدود ۶ کیلومتر با کلات فاصله داشت را به مسجد کبود گنبد و عمارت خورشید انتقال دهد.
در این شبکه آبرسانی با توجه به رعایت اصول مهندسی و در نظر داشتن شیب و فشار آب، کانالی در مسیر آب حفر و از تنپوشه های «لوله و اتصالات» سفالی که قطر آن‌ها در حدود ۴۰ الی ۵۰ سانتیمتر است استفاده شده و با خاک نرم پوشانده شده و در محل‌های که احتمال آسیب رسیدن به تنپوشه‌های سفالی توسط سیلاب بود با سنگ و ساروج محافظت گردیده‌است.
بررس‌ها نشان می‌دهد که این تأسیسات آبرسانی تنها محدود به باغ عمارت خورشید نمی‌شده‌است. بلکه با انتقال آب قره سو به کلات انشعاباتی به فضاهای اطراف داده شده‌است که ظاهر شدن فضای حوض و آبنماهایی همچون آب‌نماهای باغ عمارت در پی خاکبرداری جهت ساخت ساختمان مرزنشینان در کنار مسمجد صاحب الزمان کلات در عمق تقریباً یک متر از کف خیابان فعلی موید این مطلب است.
با این اوصاف می‌توان تصور اجرای یک سیستم آبرسانی کامل لوله‌کشی آب را در دوره نادرشاه در کلات داشت که اجرای این تأسیسات را می‌توان همپای ساخت عمارت خورشید و حوض‌های ۳۶۶ گانه عمارت خشت دانست.